# Gigya
Gigya — технологічна компанія, заснована 2006 року в Тель-Авіві, Ізраїль. Штаб-квартира розташована в Маунтін-В'ю, Каліфорнія, має офіси у Нью-Йорку, Тель-Авіві, Лондоні, Парижі, Гамбурзі та Сіднеї. 

## Продукт
Gigya пропонує платформу ідентифікації клієнтів, на якій можна керувати їхніми профілями, налаштуваннями, підписками, прийняттям прав користування. Gigya надає функціональність реєстрації, входу через соціальні мережі, управління профілем та налаштуваннями, залучення та лояльності користувачів та інтеграції зі сторонніми сервісами і маркетинговими платформами. 
Технологію Gigya використовують багато корпорацій, включаючи Fox, Forbes, Repsol, Toyota, Bose, RTL Netherlands, Campbells, Fairfax Media, Wacom, ASOS та Turner.  

## Історія
Gigya була заснована в Тель-Авіві, Ізраїль, 2006 року. Патрік Солєр став генеральним директором у березні 2011 року. Gigya співпрацює з SAP Hybris із 2013 року. Станом на листопад 2014 року Gigya зібрала 104 мільйони доларів інвестицій від Intel Capital, Benchmark Capital, Mayfield Fund, Capital First Capital, Advance Publications (головна компанія Condé Nast), DAG Ventures, Capital Fund, Vintage Investment Partners і Greenspring Associates. Виробник програмного забезпечення Adobe Systems також є інвестором компанії. 2017 року Gigya була визначена лідером у сфері управління ідентифікацією клієнтів аналітичною компанією Forrester Research. 
У вересні 2017 року компанію придбала SAP за 350 мільйонів доларів. У жовтні 2017 року Gigya представила інструмент для керування конфіденційністю, який допоможе компаніям дотримуватися державних регуляцій, пов’язаних із персональними даними. 

### Хакерська атака 2014 року
27 листопада 2014 року Сирійська електронна армія захопила домен gigya.com, змінивши конфігурацію DNS у реєстраторі доменних імен, власне поза самою платформою Gigya. Незабаром після інциденту генеральний директор Gigya Патрік Солєр офіційно підтвердив цю новину в блозі Gigya, заявивши, що жодних даних не було зламано і що це питання було вирішено протягом години, коли Gigya знайшла проблему. Наступного дня, 28 листопада, Сирійська електронна армія взяла на себе відповідальність за атаку. 